# Britt-Marie Hansson
Britt-Marie Josefina Hansson, född 8 december 1949, är en svensk textilkonstnär. 
Hansson, som är verksam i Göteborg, har ägnat sig åt bildvävning i klassisk gobelängteknik. Hennes verk är utförda av hårdspunnen ull på linvarp. Hennes kompositioner är stramt byggda och teckenfyllda samt utmärker sig för koloristisk glöd, mångtydighet och djup.

## Verk i urval
- Nattljus (1985, Nationalmuseum)
- Flykten (1990, Musikhögskolan, Göteborg)
- 35 vävar för Göteborgsoperans foajébalkonger (1994)